# Felsinschrift am Suratkaya
Koordinaten: 37° 30′ 32″ N, 27° 40′ 46″ O
Die Felsinschrift am Suratkaya ist eine Inschrift in Luwischen Hieroglyphen aus der Zeit des hethitischen Großreichs am Berg Suratkaya (türkisch für Gesichtsfelsen) im Osten der Beşparmak Dağları, des antiken Latmosgebirges, in der westlichen Türkei.

## Lage und Entdeckung
Östlich des Bafa-Sees führt ein Pass nach Norden über den Latmos, der heute Anadol Gecidi genannt wird. Da in antiker Zeit der See als Latmischer Meerbusen Teil der Ägäis war, stellte diese Straße die Verbindung von Milet im Westen in den Norden Kleinasiens und nach Karien dar. Dieser bereits in antiker Zeit genutzte Pass, dem etwa eine moderne Straße folgt, führt durch den Ort Sakarkaya im heutigen Bezirk Milas der türkischen Provinz Muğla. Bei dem Ort zweigt nach Osten eine weitere antike, noch heute in Teilen erkennbare Passstraße ab, türkisch Yaylacık Beleni genannt, die weiter nach Alinda und Alabanda führte. Im nördlichen Winkel zwischen den beiden Passwegen, etwa drei Kilometer von beiden entfernt, liegt am Osthang des Suratkaya ein markanter Felsüberhang, unter dem sich die Inschrift befindet.
Die deutsche Archäologin Anneliese Peschlow-Bindokat, die seit 1994 im Latmosgebirge nach vor- und frühgeschichtlichen Zeugnissen forscht und dabei unter anderem die Felsmalereien im Latmos-Gebirge fand, entdeckte 2000 im Rahmen ihrer Arbeit die luwische Inschrift und erkannte ihre Bedeutung. Mit Unterstützung der Altorientalistin Suzanne Herbordt, die die Lesung der Hieroglyphen übernahm, veröffentlichte sie 2001 und 2002 die Inschrift.

## Beschreibung
Die Fläche, auf der die Inschrift angebracht ist, ist nord-südlich ausgerichtet und misst etwa 12 Meter in der Breite und 3,60 Meter in der Höhe. Die nach Osten gerichtete Inschrift ist nur schwach in den Felsen eingeritzt. Da sie durch den Überhang geschützt ist, ist sie dennoch bis auf einen Ausbruch unterhalb der ersten Zeichengruppe recht gut erhalten. Sie stellt keinen zusammenhängenden Text dar, sondern besteht aus sechs Gruppen von Hieroglyphen, die von links nach rechts mit 1–6 bezeichnet werden. Die erste, unvollständige Gruppe spricht von einem Mann des Landes Mira. Die nächsten nennen Namen und Titel von verschiedenen Prinzen, die aus keinen weiteren Dokumenten bekannt sind. Gruppe 5 kann durch Größe und ihre zentrale Anordnung wohl als die der bedeutendsten Persönlichkeit angenommen werden. Sie ähnelt im Aufbau den bekannten Königskartuschen anderer Inschriften, wobei der Titel doppelt und spiegelbildlich den Namen der Person umschließt. Ungewöhnlicherweise wird hier der Genannte als Großprinz bezeichnet, ein sonst unbekannter Titel. Den Namen liest Herbordt als ku-pa-i(a), also Kupaya. Darin vermutet sie eine Kurzform von Kupanta-Kuruntija (auch Kupantakurunta), der als Sohn des Königs Mašḫuiluwa von Mira bekannt ist. Damit wäre durch die Titulierung als Großprinz eine Datierung der Inschrift in die Zeit vom Ende des 14. Jahrhunderts bis zum Anfang des 13. Jahrhunderts v. Chr. gegeben, da Kupantakurunta danach vom hethitischen Großkönig Muršili II. als König und Nachfolger seines Vaters eingesetzt wurde.
Während der Lautwert des ersten und letzten Zeichens (ku und i(a)) als sicher gelten, ist der des mittleren Zeichens unklar. Rostislav Oreshko hält die Lesung Herbordt als pa für sehr zweifelhaft, da es zu einem Zeichen, das in Zeichengruppe 2 eindeutig als pa zu lesen ist, große Unterschiede zeige. Stattdessen erkennt er Ähnlichkeiten zu einem Zeichen, das auf den Graffiti von Malkaya vorkommt (nach Laroche Zeichen *324). Dessen Lautwert ist zwar auch ungeklärt, jedoch begegnet es nur in Verbindung mit einem Namen. Zwar sind lykische Namen, die mit ku beginnen oder -i,-ya oder -zidi enden, häufig, in Kombination sind aber nur die Namen Kuniya-zidi und Kukunni bekannt, was bedeuten würde, dass das mittlere Zeichen den Lautwert kuni(ya) besäße, der bisher noch keinem Zeichen zugeordnet werden konnte. Kuk(k)unni ist ein anatolischer Name und sein bekanntester Namensträger war der für die zweite Hälfte des 14. Jahrhunderts v. Chr. bezeugte Kukkunni von Wiluša. Der Name ist auch im Lykischen fassbar, jedenfalls in der zumindest verwandten weiblichen Form xuxune. Vom Namen Kyknos eines mythischen Herrschers in der Troas wird zudem angenommen, dass er eine gräzisierte Form des anatolischen Namens Kukkunni ist. Orshenko betont allerdings, dass seine Lesung nur eine Möglichkeit sei, die mit Vorsicht zu genießen sei.
Aus der Nennung eines „Manns des Landes Mira“ in der Gruppe 1 der Suratkaya-Inschriften folgert Suzanne Herbordt, dass der Latmos mindestens bis zu diesem Ort zu Mira gehörte, dessen Nordgrenze durch das Felsrelief von Karabel markiert wird. Jedoch sind die Lesung Herbordts und vor allem ihre Schlussfolgerung strittig. Ob die Inschrift als Grenzmarkierung diente, ist spekulativ, da der Verlauf der Westgrenze zu Millawanda (höchstwahrscheinlich Milet) nicht gesichert ist. Allerdings stellt die Inschrift einen weiteren Beleg dafür dar, dass in dieser Zeit im Westen Anatoliens Luwisch zumindest verstanden wurde.